# 메리 크리스마스 (2005년 영화)
메리 크리스마스(Joyeux Noel, Merry Christmas)는 크리스티앙 카리옹 감독의 2005년 전쟁, 드라마 영화이다. 다이앤 크루거 등이 주연으로 출연하였고 크리스토프 로씨뇽 등이 제작에 참여하였다.
2005년 칸 영화제에서 상영되었다.
이언 리처드슨이 사망 전 마지막으로 참여한 영화 작품 중 하나이며 제78회 아카데미상 국제영화상 후보로 올랐다.

## 줄거리
1914년 크리스마스, 프랑스, 영국, 독일 군인들의 시선으로 크리스마스 휴전이 그려진다. 영화는 애국심을 고취하는 연설을 읊는 아이들의 모습으로 시작하여, 전쟁에 참여하게 되는 다양한 인물들을 소개한다. 스코틀랜드에서는 형제가 입대하고, 군종 신부가 그들을 따라간다. 독일에서는 유명 오페라 가수가 예비군 소집에 응한다. 프랑스 장교 오데베르는 임신한 아내를 두고 전쟁터로 향한다.
초반 전투에서 많은 사상자가 발생하고, 독일군을 위해 공연하던 오페라 가수 커플은 전선으로 향하기로 결심한다. 스코틀랜드군이 크리스마스 캐롤을 부르자, 독일군도 화답하며 분위기가 무르익는다. 오페라 가수 커플의 노래에 스코틀랜드군의 백파이프 연주가 어우러지고, 독일군 병사가 크리스마스 트리를 들고 나와 휴전 제안을 한다.
각 진영의 장교들은 노 맨스 랜드에서 만나 휴전에 합의하고, 군인들은 서로 선물을 교환하며 전우애를 나눈다. 신부는 미사를 집전하고, 다음날 아침에는 전사자들을 함께 묻고 축구 경기를 하기도 한다. 프랑스 장교와 독일 장교는 전쟁 전의 삶을 회상하며 친밀감을 느끼지만, 전쟁이 끝나면 적으로 돌아가야 함을 안타까워한다.
휴전 소식을 접한 군 상부는 분노하고, 신부는 본국으로 돌려보내진다. 전선으로 돌아온 군인들은 다시 적대적인 관계로 돌아가지만, 프랑스 장교의 부관이 독일군 도움으로 아내를 만나고 돌아와 죽음을 맞이한다. 프랑스 장교는 휴전 사실에 대해 죄책감을 느끼지 않으며 상부의 위선에 반발한다. 독일군 장교는 동부 전선으로 보내지고, 독일군들은 스코틀랜드군에게 배운 캐롤을 흥얼거리며 영화는 마무리된다. 이 사건으로 인해 모두 고통을 겪게 되지만, 그 짧은 휴전 동안 그들은 인간으로서 서로를 이해하고 위로했다.

## 출연

### 주연
- 다이앤 크루거
- 벤노 퓨어만

### 조연
- 기욤 까네
- 게리 루이스
- 대니 분
- 다니엘 브륄
- 루카스 벨보
- 베르나르 르콕
- 알렉스 펀스
- 크리스토퍼 풀포드
- 미셸 세로
- 수잔느 플론
- 로빈 레잉
- 조아킴 비즈메이어
- 프랭크 위터
- 이안 리처드슨
- 스티븐 로버트슨

## 제작진
- 공동제작: 안드레이 본시
- 공동제작: 버트랜드 페이브리
- 공동제작: 케이트 옥본
- 공동제작: 솔레다드 가티-파스쿠알
- 공동제작: 벤자민 허만
- 공동제작: 패트릭 퀴넷
- 공동제작: 크리스토퍼 보그만
- 협력프로듀서: 제네비에브 리말
- 협력프로듀서: 알렉상드르 리펜스
- 협력프로듀서: 필립 보파르드
- 미술: 장 미셸 시모네
- 배역: 사빈느 슈로스

## 같이 보기
- 크리스마스 영화 목록